# Calendari d'advent

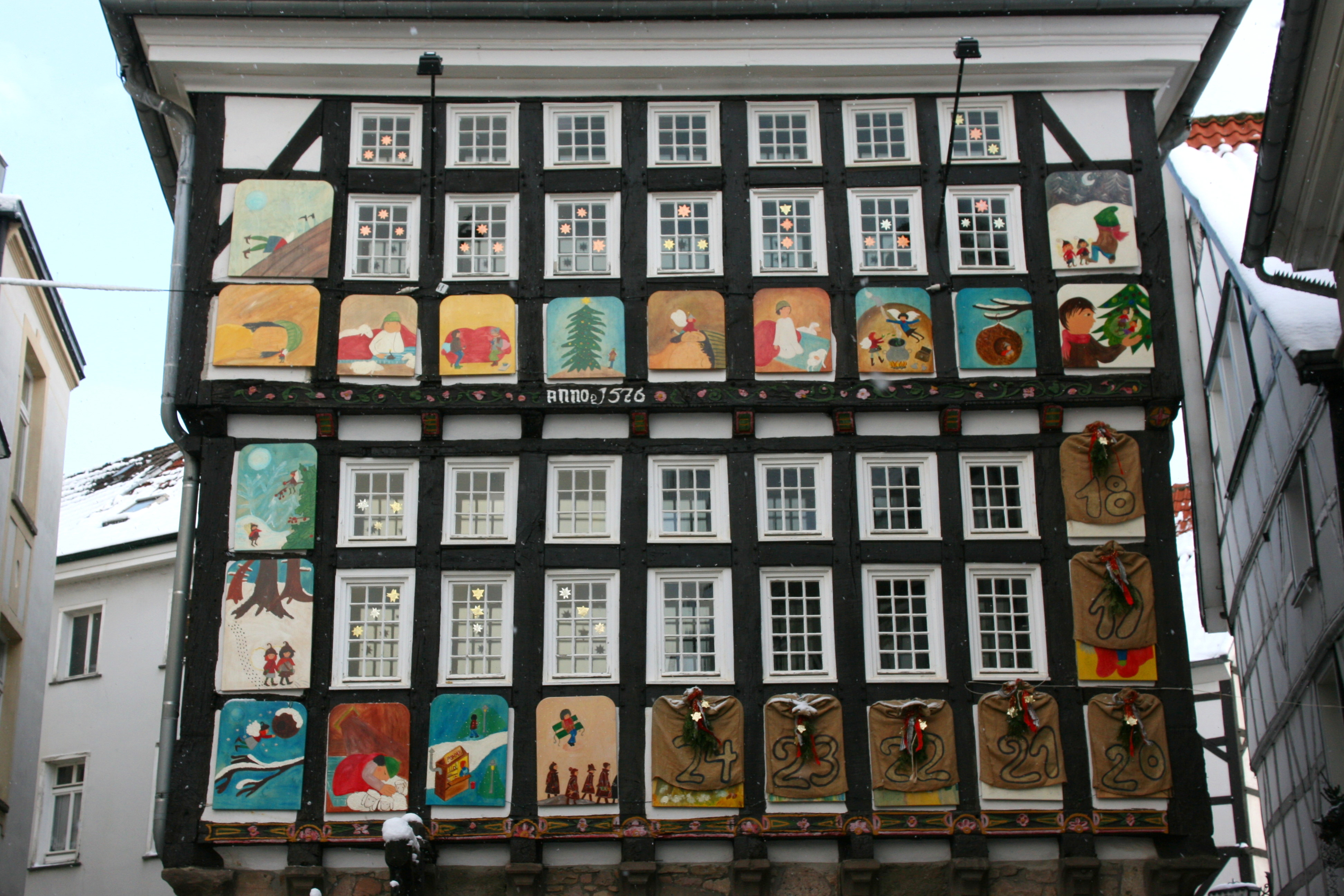
En aquest calendari d'advent cada dia es descobreix una nova imatge.

Un calendari d'advent és un calendari de "compte enrere" utilitzat a l'advent per a preparar-se pel Nadal. Aquesta mena de calendaris eren molt freqüents quan molta gent no sabia comptar, i eren utilitzats abans de les festivitats importants, com Nadal, Pasqua, Tots Sants, etc. A alguns llocs se segueixen utilitzant per tradició. Podien tenir diverses formes, però tots tenen en comú haver de canviar alguna cosa (obrir una finestra, tallar o despenjar un element, treure una cama, encendre una espelma, etc.) cada dia fins que arriba el dia assenyalat esperat, en el cas del calendari d'advent el Nadal.

## Història
Era comú que els nens de l'Alemanya protestant del segle xix encenguessin una espelma per cada dia del període d'Advent, és a dir, des del diumenge d'Advent (data mòbil) fins a la nit de Nadal.
El primer calendari d'advent que es coneix era del 1851 i es va pintar a mà. El 1908, Gerhard Lang edità el primer calendari d'advent imprès, que va tenir molt d'èxit. Contenia vint-i-quatre estampes, a cada una de les quals normalment hi havia un personatge religiós dibuixat, com per exemple un sant o la Mare de Déu, que cada dia s'havia d'enganxar al calendari.
A Mallorca n'hi havia uns de tradicionals amb neules decorades i, més modernament, paper treballat de la mateixa manera, que ara es fa servir per a guarnir pessebres.
Als anys 20 s'imprimeixen els primers calendaris amb tauletes de xocolata. A l'actualitat a alguns països germànics i anglosaxons són freqüents uns d'infantils que contenen una llaminadura o un petit regal per a cada dia. Alguns d'aquests són casolans però hi són molt venuts els industrials amb un bombó o un tros de xocolata per a cada dia.